# Augustinus
L'Augustinus est un ouvrage théologique écrit par Cornelius Jansen, également connu sous son nom latin de Jansenius.  
L'ouvrage, dont le titre complet est Augustinus seu doctrina Sancti Augustini de humanæ naturæ sanitate, ægritudine, medicinā adversùs Pelagianos et Massilienses est publié en 1640 à Louvain, deux ans après la mort de Jansen. Il est rédigé en latin et divisé en trois volumes : le premier traite du pélagianisme, le second de la Chute et le troisième de la Grâce. Il alimente les controverses théologiques qui agitent la France et une partie de l'Europe sous le nom de jansénisme.
Dans cet ouvrage monumental sont développées les réflexions théologiques de Jansenius sur l'œuvre de saint Augustin. La question de la grâce y est ainsi fortement développée.
De l'Augustinus ont été tirées cinq « propositions » considérées comme hérétiques et condamnées comme telles par le pape Innocent X dans la bulle Cum occasione le 9 juin 1653.
Ce livre est condamné et mis à l'Index par la bulle pontificale In eminenti émise le 6 mars 1642 par le pape Urbain VIII.

### Texte
- Cornelius Jansenius, Augustinus. Tractatus de statu parvulorum sine baptismo decedentium ex hac vita juxta sensum B. Augustini, 1640.
- Lettre de M. Jansenius,... au pape Urbain VIII, contenant la dédicace de son livre intitulé "Augustinus", supprimée par ceux qui eurent soin de la première édition de ce livre et quelques autres pièces qui peuvent décider la question de fait, 1666.

### Études
- Henri de Lubac, Augustinisme et théologie moderne, Aubier, 1965.
- Jean Orcibal, Jansénius d'Ypres : 1585-1638, Études augustiniennes, 1989.
- Chiara Catalano, Philosophie et philosophes dans l'Augustinus de Cornélius Jansénius, Champion, 2016, 540 p.